# Selenidera nattereri
Selenidera nattereri là một loài chim trong họ Ramphastidae.